# Kőzetrétegtan

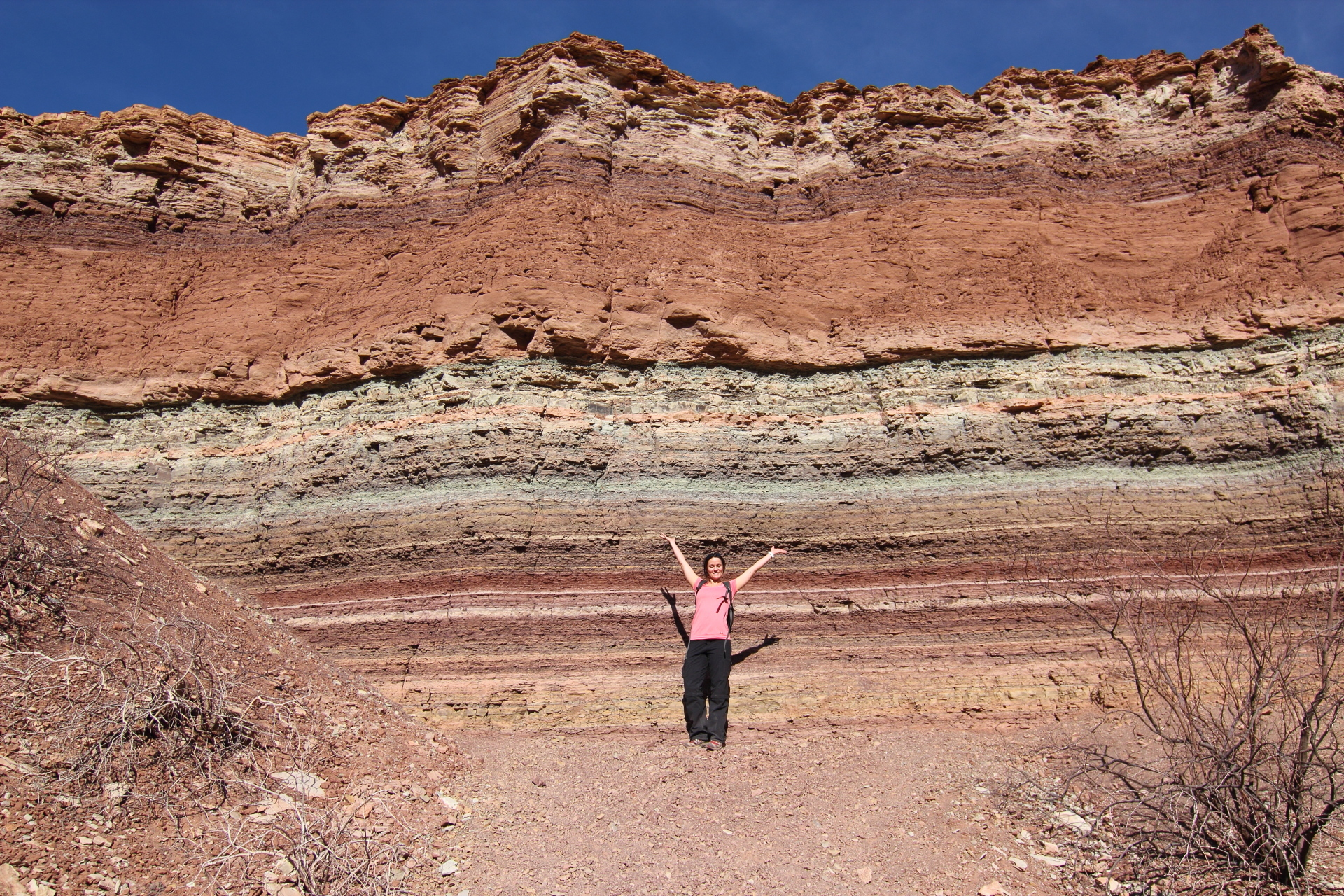
Látványos rétegsor Argentínában

A litosztratigráfia (lithos=kő (gr.); stratum=réteg (lat.)) a rétegtannak (sztratigráfiának) résztudománya, amelynek célja a kőzetek csoportosítása szabad szemmel látható jellegzetességek alapján. Alapegysége a formáció (a környezetétől kőzettani alapon elhatárolható kőzettest). Legnagyobb egysége a formáció főcsoport, amely formációcsoportokra bontható. A formáció kisebb egységei a tagozat és a rétegtag lehetnek. A formáció és a többi kategória is nemzetközileg használt egységek. Térképen és földtani szelvényen ábrázolhatók.

## Alkalmazási területe
A litosztratigráfia alkalmazása minden kőzettípusra lehetséges kor és képződési környezettől függetlenül. A kőzeteknek három nagy csoportja különíthető el:
1. magmás kőzetek
2. üledékes kőzetek
3. átalakult (metamorf) kőzetek.

A litosztratigráfia tudománya a sztratigráfiával párhuzamosan, eredetileg az üledékes rétegek elkülönítésével alakult ki, de ma már mindhárom kőzettípusra alkalmazható. Az alkalmazás gyakorlata azonban kőzetcsoportonként eltérő lehet.

Üledékes kőzetek esetében a litosztratigráfiai tagolást többnyire a rétegek egymásra településének viszonya (pl. konform, unkonform), a kőzettani sajátosságok (litofácies) és az ősmaradvány-tartalom határozzák meg. Az üledékes kőzetek esetében települési törvény, az eredeti horizontalitás törvénye és a fáciesek egymásra következésének törvénye szerint vonhatók meg a litosztratigráfiai egységek határai. A magmás kőzeteknél a mélyből feltörő magma áttöri a felette található kőzeteket, ezért a települési törvény itt nem alkalmazható. Itt a metsződés törvénye érvényesülhet, amely szerint a magmabenyomulás biztosan fiatalabb azoknál a kőzeteknél, amelyeket érint. A mélységi magmás kőzetek nem tartalmaznak ősmaradványokat sem, ezért a litosztratigráfiai egységek meghatározásakor leginkább a kőzettani sajátosságok a mérvadók. A metamorf kőzetek litosztratigráfiai besorolása szintén a kőzet szabad szemmel is látható (terepen felismerhető) jellegzetességeire támaszkodik.

## A litosztratigráfiai nevezéktan
A litosztratigráfiai nevek meghatározása hagyományosan az adott geológiai képződmény földrajzi előfordulását legjobban jellemző földrajzi névvel, kőzetnévvel és a litosztratigráfia nevezéktani hierarchiában elfoglalt helyével történik (pl. hárshegyi homokkő formáció).
Általában minden országban más neveket használnak, de egyes (főleg régóta ismert, illetve regionális jelentőségű) formációk országhatárokon is átnyúlhatnak (pl. dachsteini mészkő formáció). A litosztratigráfiai neveket Magyarországon a Magyar Rétegtani Bizottság (MRB) fogadja el és hagyja jóvá.